# Вуйович, Джюро
Джюро «Шпанац» Вуйович (серб. Ђуро "Шпанац" Вујовић; апрель 1901, Люботинь — 9 июня 1943, Милинкладе) — югославский черногорский солдат, участник Гражданской войны в Испании и Народно-освободительной войны Югославии. Народный герой Югославии.

## Биография
Родился в апреле 1901 в селе Люботинь близ Цетине. В ранней молодости устроился работать на завод, в 1929 году вступил в Союз коммунистов Югославии. Некоторое время проходил практику в Бельгии. В 1937 году в составе интернациональных бригад отправился в Испанию воевать в составе республиканцев в качестве диверсанта. После падения Республики был депортирован во Францию, где попал в концлагерь. В 1940 году бежал из лагеря и с трудом вернулся на родину.
После захвата немцами Югославии начал организовывать антифашистское сопротивление, специально обучал для этого бойцов приёмам обращения с оружием и организации диверсий. Бился под Плевлей и Корчей. 21 декабря 1941 был принят в 1-ю пролетарскую ударную бригаду, а за свои боевые качества даже по личному приглашению Иосипа Броза Тито стал его личным телохранителем и вошёл в будущий батальон сопровождения. До конца своей жизни Джюро охранял будущего руководителя Югославии.
Пал 9 июня 1943 в битве на Сутьеске вместе с Василие Джуровичем и Биллом Стюартом. 4 июля 1946 посмертно награждён званием Народного героя Югославии.